# Schloss Brederode

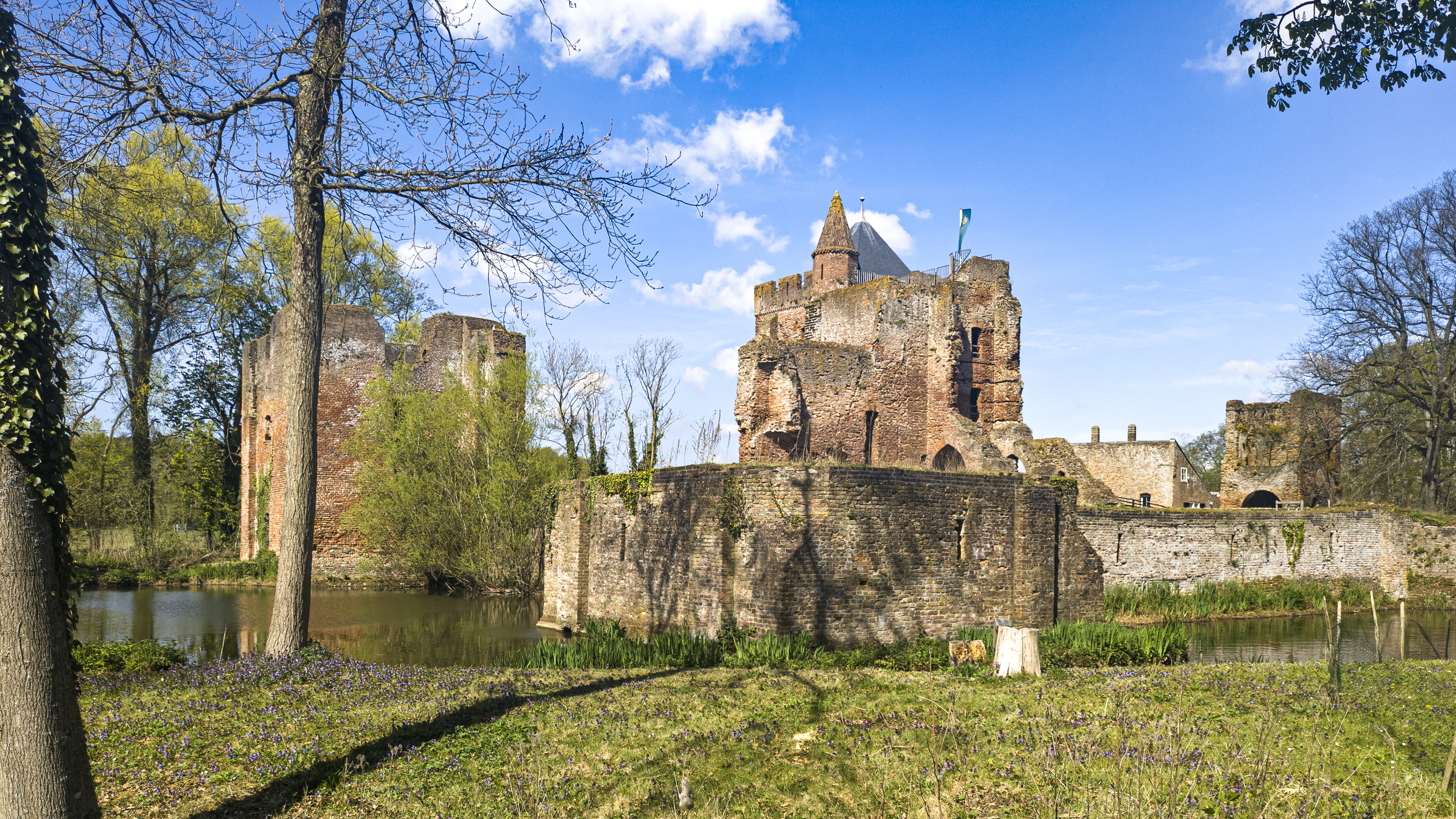
Schlossruine Brederode

Das Schloss Brederode (niederländisch Ruïne van Brederode) ist die teilweise wiederaufgebaute Ruine eines aus dem Mittelalter stammenden Schlosses südwestlich des Dorfes Santpoort in der Gemeinde Velsen im Norden der Niederlande. Ende des 19. Jahrhunderts stand die Ruine als eines der ersten Gebäude unter Denkmalschutz und wurde fast vollständig wiederaufgebaut.

## Lage
Die Ruine liegt an einer Küstendüne, deren Ausläufer in Richtung Südwest-Nordost in ein Moor mündet, wo die Ruine liegt. Das Schloss wurde auf solidem Grund errichtet und ist auf drei Seiten vom Moor umgeben. Im Norden grenzt die Ruine an einen Fluss.

## Geschichte

### Geschichte des Schlosses
Die Vordergebäude wurden höchstwahrscheinlich in den Jahren von 1225 bis 1245 und das Hauptschloss im Jahr 1282 von William dem I., Herr von Brederode erbaut.
1351 wurde das Schloss von Gijsbrecht von Nijenrode, Marschall des Grafen William der V.von Holland, belagert und zerstört.
In den Jahren von 1354 bis 1426 wurde es auf den alten Grundlagen von Dirk III. von Brederode vollständig wiederhergestellt.
Doch noch im selben Jahr wurde vor allem der südliche Teil des Schlosses von den Truppen Haalens stark beschädigt. Bis zu jenem Zeitpunkt war Schloss Brederode die Heimat der Herren von Brederode, die nach der Zerstörung des Schlosses nach Schloss Batenstein übersiedelten. Sie ließen den Nordteil, der weniger zerstört wurde renovieren, so dass er wieder bewohnbar wurde.

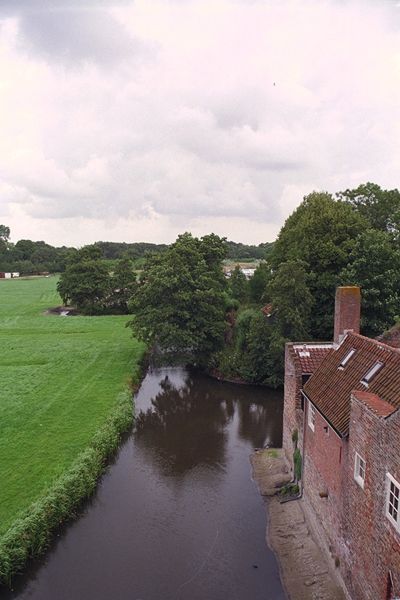
Blick über den Fluss im Norden

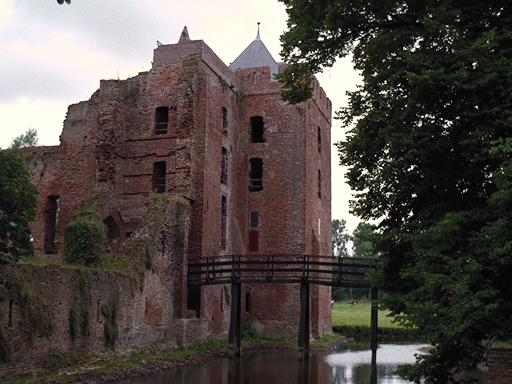
Schlossruine Brederode

Nach einer Plünderung durch deutsche Soldaten im Jahr 1491 und einem Brand 1573, der von spanischen Truppen gelegt wurde, verfiel das Schloss fast vollkommen und wurde so zur Ruine.
1679, nach dem Tod von Johann Wolfart van Brederode, wurde die Schlossruine an die Grafen von Holland übergeben und später an den Staat Niederlande. Schloss Brederode wurde immer mehr von Küstensanddünen bedeckt, bis 1862 die Regierung Mittel zur Verfügung stellte, um die Gesamtzerstörung zu verhindern.
Ende des 19. Jahrhunderts wurde der Wunsch ausgesprochen, mehr über die Geschichte der Schlossruine zu erfahren und es kam zur Wiederherstellung.

### Wiederherstellung
Der Wiederaufbau wurde von A.J. Enschede überwacht und geleitet. Doch sie stellte sich als schwieriger als erwartet heraus, da wegen zeitweisem Geldmangel der Zerfall manchmal schneller voranschritt als die Reparaturen. Am Anfang konnten nicht einmal Sicherheitsvorkehrungen für die Besucher, die in hoher Zahl erschienen, um die Ruine zu betrachten, vorgenommen werden. Trotz der häufigen Geldprobleme gelang es durch private Zuschüsse das Schloss größtenteils wiederherzustellen, wenn auch nicht vollkommen.
Zu dieser Zeit wurden zahlreiche Kunstwerke der Vergangenheit gefunden. Die Schlossruine wurde von vielen Malern, wie Piet Mondriaan besucht und auf Bildern festgehalten.